# Вулиця Монстро, 10
«Вулиця Монстро, 10» (англ. 10 Cloverfield Lane, раніше «Сховище», «Валенсія») — американський науково-фантастичний фільм-трилер, знятий Деном Трахтенбергом. Прем'єра стрічки в Україні відбулась 7 квітня 2016 року.

## Сюжет
Фільм розповідає про жінку, яка прокидається в невідомому підземному бомбосховищі, власник котрого заявляє, що на поверхні сталася жахлива хімічна атака.

## У ролях
- Мері Елізабет Вінстед — Мішель
- Джон Гудмен — Говард Стемблер
- Джон Галлахер-молодший[en] — Емет ДеВітт
- Бредлі Купер — Бен (голос)

## Виробництво
Зйомки фільму почались 20 жовтня 2014 року в Новому Орлеані і закінчились 15 грудня 2014 року.

## Нагороди й номінації
| Список нагород і номінацій   | Список нагород і номінацій | Список нагород і номінацій | Список нагород і номінацій | Список нагород і номінацій | Список нагород і номінацій |
| Кінопремія                   | Дата церемонії             | Категорія                  | Номінант(и)                | Результат                  | Дж                         |
| ---------------------------- | -------------------------- | -------------------------- | -------------------------- | -------------------------- | -------------------------- |
| Премія Гільдії режисерів США | 4 лютого 2017              | Найкращий режисер-дебютант | Ден Трактенберг            | Номінація                  | [ 4 ]                      |